# Charles Édouard Guillaume
Charles Édouard Guillaume, född i Fleurier 15 februari 1861, död i Sèvres 13 juni 1938, var en schweizisk-fransk fysiker som mottog Nobelpriset i fysik 1920 för sin forskning på nickellegeringar.
Guillaume blev 1915 föreståndare för Bureau international des poids et mesures. Han har utfört flera undersökningar över precisionsmätning av temperatur och tid. För sina undersökningar över anomalierna vid legeringar mellan nickel och järn, särskilt upptäckten av det märkliga nickelstålet invar, vars värmeutvidgning är ytterst liten, erhöll Guillaume 1920 års nobelpris i fysik.
Guillaume invaldes 1919 som utländsk ledamot av Kungliga Vetenskapsakademien med ledamotsnummer 671.